# A Delicate Truth
A Delicate Truth (Brasil: Uma Verdade Delicada / Portugal: Uma Verdade Incómoda) é um romance de espionagem de John le Carré publicado em 25 de abril de 2013. Passado em 2008 e 2011, o livro relata uma missão secreta britânica-americana em Gibraltar e as consequências subsequentes para dois funcionários públicos britânicos.

## Enredo
Uma operação de contraterrorismo, baptizada com o nome de código Vida Selvagem, está a ser montada na mais preciosa colónia britânica - Gibraltar. O seu objetivo: capturar e raptar um importante comprador de armas jihadista. Os seus autores: um ambicioso ministro dos Negócios Estrangeiros e um fornecedor privado de equipamentos de defesa que é também seu amigo íntimo. A operação reveste-se de tal delicadeza que nem o chefe de gabinete do ministro, Toby Bell, tem acesso a ela. Suspeitando de uma desastrosa conspiração, Toby procura preveni-la, mas é rapidamente colocado no estrangeiro. Três anos decorridos, chamado por Sir Christopher Probyn, um diplomata britânico aposentado, ao seu arruinado solar da Cornualha, e seguido de perto pela filha de Probyn, Emily, Toby vê-se obrigado a escolher entre a sua consciência e o dever para com o serviço. Mas, se a única coisa necessária para o triunfo do mal é que os homens bons nada façam, como pode ele manter-se calado?

## Ligações exteriores
- Apresentação do Livro no YouTube